# Parco Franco Verga
Il Parco Franco Verga, anche conosciuto come Parco Certosa, è un parco situato a Milano, inaugurato nel 2007 e sorge nell'area riqualificata dell'ex raffineria Fina tra i quartieri di Quarto Oggiaro e Musocco. Con i suoi 200.000 metri quadrati è il secondo parco recintato più grande della città dopo Parco Sempione.

## Descrizione
Il tema intorno a cui ruotano le diverse aree è quello dell’acqua, la paesaggista inglese Diana Armstrong Bell ha scelto di ispirarsi al paesaggio della campagna lombarda con i canali, progettando campi con un sistema di pendenze impostato all'uso ottimale dell'acqua, elemento essenziale del sistema produttivo agricolo. Nel parco Franco Verga ci sono quindi piazze rinfrescate da fontane, aree gioco con getti d’acqua e canali lungo i percorsi a piedi. Il progetto prevede anche la realizzazione di un laghetto artificiale.
Il parco fa quindi parte di un importante intervento di riqualificazione urbana, e il progetto è volto ad allargare il più possibile la fruizione, puntando a far diventare il parco luogo di aggregazione e svago, questo l’obiettivo della grande piazza, della collina verde, delle aree gioco e di quelle destinate ai cani e dei chiostri che sono previsti nel progetto ma non ancora aperti.